# Potok (Ružomberok)
Potok es un municipio del distrito de Ružomberok en la región de Žilina, Eslovaquia, con una población estimada a final del año 2024 de 104 habitantes.
Se encuentra ubicado en el centro-sur de la región, cerca del curso alto del río Váh (cuenca hidrográfica del Danubio) y de la frontera con la región de Banská Bystrica.

## Demografía
| Año        | 1994 | 2004    | 2014    | 2024    |
| ---------- | ---- | ------- | ------- | ------- |
| Población  | 120  | 115     | 106     | 104     |
| Diferencia |      | −4,16 % | −7,82 % | −1,88 % |

| Año        | 2023 | 2024 |
| ---------- | ---- | ---- |
| Población  | 104  | 104  |
| Diferencia |      | +0 % |